# Продолжатель Феофана
Продолжатель Феофана (др.-греч. συνεχισταί Θεοφάνους, лат. Theophanes Continuatus, Scriptores post Theophanem) — принятое в византийской историографии обозначение ряда византийских хроник, охватывающих период с 813 по 961 год. Анонимный автор первой из них, посвящённой периоду с 813 по 867 год, обозначил себя как продолжателя Феофана Исповедника, завершившего свой труд на царствовании императора Михаила I (811—813) в связи с чем весь сборник получил своё название. «Хронография» Продолжателя Феофана завершается на полуслове, описывая завоевание Крита в 961 году в правление императора Романа II (959—963).

## Продолжатель Феофана и средневизантийская историография
Период «Тёмных веков», ограниченный приблизительно 650 и 850 годами, ознаменовался в Византии упадком историографии. Последнее значительное историческое произведение предшествующей эпохи, «Пасхальная хроника», заканчивалось на описании правления императора Ираклия I (610—641). В 808 году свою хронику начал писать Георгий Синкелл, доведя её до 285 года. Его дело продолжил Феофан Исповедник, повествование которого заканчивается на отречении императора Михаил I Рангаве в августе 813 года. Следующее столетие в историографии представлено достаточно скудно, что У. Тредголд связывает с опасениями византийских интеллектуалов после восстановления иконоборчества.

## Структура и авторство
Единственной причиной, по которой данную хронику связывают с сочинением Феофана Исповедника является то, что «Продолжатель» начинает свой рассказ там, где закончил Феофан, то есть в 813 году. По своему плану и структуре эти произведения совершенно различны. Разбиение хроники на 6 книг было введено в издании Комбефиса, однако деление на книги присуще только первой части, в дальнейшем рассказы о правлении нового императора отделяет от предыдущего текста простая черта. Начиная с вышедшей в 1876 году статьи Ф. Хирша сложилось представление о разделении «Хронографии» на 3 части:
- Книги I—IV, в которых неизвестный современник императора Константина VII описывает правления императоров Льва V Армянина (813—820), Михаила II Травла (820—829), Феофила (829—842) и Михаила III (842—867). Предисловие к этим книгам гласит, что автор писал по поручению императора, который сам собрал все необходимые материалы. Вероятно, автор был одним из секретарей Константина.
- Книга V, так называемое «Жизнеописание Василия» (лат. Vita Basilii), которой предшествует отдельное предисловие (лемма), приписывающее авторство биографии Василия I Македонянина (867—886) его внуку Константину VII. Российский византинист Я. Н. Любарский отмечает, что упоминание Константина в тексте в третьем лице и неумеренные восхваления позволяют подвергнуть его непосредственное участие сомнению[8].
- Книга VI, возможно написана двумя авторами[9]. Её первая часть до 948 года почти текстуально пересказывает хронику Симеона Логофета[8] охватывает правление императоров Льва VI Мудрого (886—912), Александра (912—913), Константина VII (913—969) и Романа I (920—944). Вторая часть посвящёна Роману II.

Среди возможных авторов отдельных частей называют эпарха Константинополя Феодора Дафнопата; обсуждению его возможного авторства посвящена обширная литература.
Дата создания Vita Basilii определяется на основании единственного места из этой книги, где идёт речь о неудачно попытке взятии города Адата войсками Василия Македонянина. Хронист в этом месте желает уточнение, что удалось это сделать только «в наше время» его внуку, Константину Порфирородному. На основании анализа арабских источников, выполненному А. А. Васильевым, это произошло 23 июля 948 года. Это даёт, по мнению Дж. Бьюри (1906) нижнюю границу даты создания пятой книги. Сопоставление с данными трактата «Об управлении империей» даёт в качестве верхней границы год смерти Константина VII в 959 году. С этими предположениями согласился в 1954 году британский византинист Р. Дженкинс (1954). По его мнению это делает данную часть хроники важнейшим документом для изучения интеллектуального климата Византии в правление Константина Багрянородного.

## Рукописи, переводы и издания
Текст «Хронографии» сохранился в двух рукописях, хранящихся в настоящее время в Ватиканской библиотеке — Vat. gr. 167 XI века и Cod. Barber., gr. 232 XVI века. При этом вторая рукопись является копией первой с привнесением ошибок переписчика. По Толентинскому договору 1797 года между революционной Францией и Папской областью, рукопись была передана Франции и хранилась в Национальной библиотеке. После падения Наполеона Бонапарта в 1815 году рукопись была возвращена в Рим. Копия этой рукописи, входившей в собрание Франческо Барберини, была приобретена Ватиканской библиотекой в 1902 году. Существует также содержащая только книгу V рукопись, принадлежавшая королеве Швеции Кристине. После смерти Кристины в 1689 году её библиотека также была приобретена Ватиканом.
Первое издание «Хронографии» подготовил в 1685 году Ф. Комбефис было основано на более поздней рукописи, которую ему прислал в Париж Лука Холстений. Это издание было без изменения в Боннском корпусе и взято за основу русского перевода, выполненного Я. Н. Любарским. Таким образом, наиболее авторитетная рукопись «Хронографии» так и не была опубликована.

### Издания
- Продолжатель Феофана. Жизнеописания византийских царей / изд подготовил Любарский Я. Н.. — 2 изд.. — СПб.: Алетейя, 2009. — 400 с. — (Византийская библиотека. Источники). — ISBN 978-5-91419-146-4.

### Исследования
на английском языке
- Bury J. B. The treatise De administrando imperio // Byzantinische Zeitschrift. — 1906. — Vol. 15. — P. 517—577.
- Jenkins R. The Classical Background of the Scriptores Post Theophanem // Dumbarton Oaks Papers. — 1954. — Vol. 8. — P. 11—30. — JSTOR 1291061.
- Nickles H. G. The Continuatio Theophanis // Transactions and Proceedings of the American Philological Association. — 1937. — Т. 68. — С. 221—227. — JSTOR 283266.
- The Oxford Dictionary of Byzantium :  [англ.] : in 3 vol. / ed. by Dr. Alexander Kazhdan. — New York ; Oxford : Oxford University Press, 1991. — P. 2061—2062. — ISBN 0-19-504652-8.
- Treadgold W. The Middle Byzantine Historians. — 2013. — 546 p. — ISBN 978–1–137–28085–5.

на испанском языке
- Signes-Codoñer J. El periodo del Segundo Iconoclasmo en Theophanes Continuatus. — Amsterdam: Adolf M. Hakkert, 1995. — 773 p. — ISBN 90-256-0638-5.

на немецком языке
- Hirsch F. Die Forsetzung des Theophanes // Hirsch F. Byzantinische Studien. — 1876. — Т. Leipzig. — С. 175—302.

на русском языке
- Каждан А. П. Из истории византийской хронографии X века // Византийский временник. — М.: Издательство АН СССР, 1961. — Т. XIX. — С. 76—96.
- Любарский Я. Н. Сочинение Продолжателя Феофана. Хроника, история, жизнеописания?. — Алетейя, 2009. — С. 293-368. — ISBN 978-5-91419-146-4.